# Pentas pubiflora
Pentas pubiflora är en måreväxtart som beskrevs av Spencer Le Marchant Moore. Pentas pubiflora ingår i släktet Pentas och familjen måreväxter. Inga underarter finns listade i Catalogue of Life.